# Nasidius mimus
Nasidius mimus är en insektsart som beskrevs av Louis Albert Péringuey 1916. Nasidius mimus ingår i släktet Nasidius och familjen Anostostomatidae. Inga underarter finns listade i Catalogue of Life.